# Fredrik Ulrik von Rosen
Fredrik Ulrik von Rosen, född 16 april 1731 i Stockholm, död där 23 april 1793, var en svensk greve, hovman och riksråd.

## Biografi
Fredrik Ulrik von Rosen var son till Gustaf Fredrik von Rosen (1688–1769) och hovfröken friherrinnan Ebba Margareta Banér. Han ingick liksom fadern mycket ung i krigstjänst och erhöll sin första fullmakt såsom fänrik vid Hamiltonska regementet 1747. Två år därefter befordrad till löjtnant, utnämndes han 1754 till regementskvartermästare och blev följande året stabskapten. Han skiftade bana till hovet, där han anställdes som kammarherre 1764 efter en längre tids vistelse i Frankrike,och sedan han 1762 tagit avsked ur krigstjänsten. År 1766 utnämndes han till hovmarskalk och blev 1774 överhovstallmästare hos drottningen. Under frihetstidens senare skede deltog han i det politiska livet på hattarnas sida och var 1765–1767 fullmäktig i Jernkontoret. En viktig roll spelade han under krisen 1768, då var den som ivrigast agiterade inför partikamraterna för att ta kamp mot mössregeringen, och utdelade även mutor för att vinna ytterligare stöd. Han deltog även senare i de förhandlingar mellan hattarna och hovpartiet som ledde fram till en författningsreform. Under riksdagen i Norrköping 1769 hade han ansvaret för att till trogna partikamrater dela ut de pengar partiet fått från den franske ministern, men kom av honom att beskyllas för att motarbeta hovets intressen, trots tidigare löften. Han fungerade även som hattarnas kassaförvaltare under riksdagen 1770–1771 och samarbetade nu bättre med hovet. Under Gustav III:s statskupp sändes han av kungen till Axel von Fersen och lyckades övertala honom att stödja den nya regimen. Under de följande åren spelade han ingen större politisk roll. 1776 till 1781 var han landshövding i Åbo och Björneborgs län.
Så småningom hade von Rosen kommit att ansluta sig till oppositionen mot Gustav III och var vid 1786 års riksdag en av dess verksammaste »operatörer», nära lierad med Axel von Fersen. Förmodligen genom förmedlande av hans måg, Eric Ruuth, utsågs von Rosen 1788 till riksråd genom sitt stöd till oppositionen blev han obekväm, och då regeringen upplöstes 1789 fick han inte någon ny riksrådspost.
Fredrik Ulrik von Rosen var en rik man, bland hans gods märks Adelsnäs som han ägde 1736–1764, Sturehov, Norsborgs herrgård, till 1756 Näsby slott, till 1774 Bogesunds slott samt 1784–1792 Karsholms slott.
Fredrik Ulrik von Rosen var gift med Hedvig Sofia Stenbock (1734–1809), dotter till estländska lantrådet Fredrik Magnus Stenbock, dotterdotter till Adam Carl De la Gardie och härstammande från Bureätten. De fick fem barn, Gustaf Fredrik von Rosen (1758–1815), Robert Magnus von Rosen, Axel Pontus von Rosen, Carl Mauritz (död ung) och Ebba Ulrica, gift med greve Eric Ruuth.